# Holoplatys pemberton
Holoplatys pemberton är en spindelart som beskrevs av Zabka 1991. Holoplatys pemberton ingår i släktet Holoplatys och familjen hoppspindlar. Inga underarter finns listade i Catalogue of Life.